# 胡采
胡采（1913年—2003年），原名沈承立、沈超之，笔名胡采、王牧、沈江、沈笑天、辛予等，男，河北蠡县人，中国作家，陕西省文学艺术界联合会原主席，第六、七届全国人大代表。